# Sennius falcatus
Sennius falcatus là một loài bọ cánh cứng trong họ Bruchidae. Loài này được Kingsolver & Ribeiro-Costa miêu tả khoa học năm 2001.